# Atletismo nos Jogos Paralímpicos de Verão de 2012 - Maratona feminina
A maratona feminina do atletismo nos Jogos Paralímpicos de Verão de 2012 foi disputada no dia 9 de setembro nas ruas de Londres. Foi disputada apenas uma prova, aberta para atletas classes T53 e T54.

## Medalhistas
| Ouro   | USA Shirley Reilly |
| Prata  | GBR Shelly Woods   |
| Bronze | SUI Sandra Graf    |

## Resultados
| Pos. | Atleta               | Tempo   | Notas |
| ---- | -------------------- | ------- | ----- |
| 01 ! | USA Shirley Reilly   | 1:46:33 |       |
| 02 ! | GBR Shelly Woods     | 1:46:34 |       |
| 03 ! | SUI Sandra Graf      | 1:46:35 |       |
| 4    | USA Amanda McGrory   | 1:46:35 |       |
| 5    | JPN Wakako Tsuchida  | 1:49:02 |       |
| 6    | AUS Christie Dawes   | 1:49:37 |       |
| 7    | CAN Diane Roy        | 1:53:02 |       |
| 8    | USA Susannah Scaroni | 1:58:37 |       |
| 9    | USA Tatyana McFadden | 1:58:47 |       |
| 10   | SUI Patricia Keller  | 2:06:07 |       |
| 11 ! | SUI Edith Wolf       | DNF     |       |
| 12 ! | USA Christina Schwab | DNF     |       |

Legenda
| Recorde mundial      | Recorde mundial (World record)               |                       | Recorde africano                      | Recorde africano (African) |                                           | Q | Classificado por posição (Qualified) |
| Recorde paralímpico  | Recorde paralímpico (Paralympic record)      | Recorde da América    | Recorde da América (Americas)         | q                          | Classificado por melhor tempo (Qualified) |   |                                      |
| Melhor marca do ano  | Melhor marca do ano (World leading)          | Recorde asiático      | Recorde asiático (Asian)              | DNS                        | Não largou (Did not start)                |   |                                      |
| Recorde nacional     | Recorde nacional (National record)           | Recorde europeu       | Recorde europeu (European)            | DNF                        | Não terminou (Did not finish)             |   |                                      |
| Recorde pessoal      | Recorde pessoal do atleta (Personal best)    | Recorde da Oceania    | Recorde da Oceania (Oceania)          | DSQ / DQ                   | Desclassificado (Disqualified)            |   |                                      |
| Recorde da temporada | Recorde da temporada do atleta (Season best) | Recorde sul-americano | Recorde sul-americano (South America) | NM                         | Sem marca (No mark)                       |   |                                      |